# Ville-sous-la-Ferté

Ville-sous-la-Ferté este o comună în departamentul Aube din nord-estul Franței. În 1 ianuarie 2022 avea o populație de 908 de locuitori.